# 5972 Harryatkinson
5972 Harryatkinson è un asteroide della fascia principale. Scoperto nel 1991, presenta un'orbita caratterizzata da un semiasse maggiore pari a 2,6788260 au e da un'eccentricità di 0,0818934, inclinata di 13,89338° rispetto all'eclittica.
L'asteroide è dedicato al fisico neozelandese Harry Atkinson.